# Micropholidae
I microfolidi (Micropholidae) sono un gruppo di anfibi temnospondili estinti, appartenenti ai dissorofoidi. Vissero tra il Permiano inferiore e il Triassico inferiore (Sakmariano - Induano, circa 290 - 250 milioni di anni fa) e i loro resti fossili sono stati ritrovati in Sudafrica e in Nordamerica.

## Descrizione
Questi anfibi erano di piccole dimensioni e non arrivavano al mezzo metro di lunghezza. Il cranio era grande e di forma pressoché tondeggiante, fornito di grandi orbite e di un muso corto. I microfolidi si distinguevano da altri animali simili come gli anfibamidi per la presenza di due zanne addizionali sul vomere, posizionate dietro la depressione centrale del vomere stesso; era inoltre presente un osso postparietale ampio quattro volte tanto la sua lunghezza e un osso palatino che costeggiava la vacuità interpterigoidea per quasi tutta la lunghezza del margine laterale. Il muso, infine, era molto più corto di quello degli anfibamidi. Alcuni microfolidi possedevano denti bicuspidati (ad esempio Micropholis), altri erano dotati di denti aguzzi a una sola cuspide (come Pasawioops).

## Classificazione
La famiglia Micropholidae venne istituita da D. M. S. Watson nel 1919, per accogliere il genere triassico Micropholis. Successivamente a questa famiglia furono ascritte altri generi come Lapillopsis, ma in seguito altri studi determinarono che Lapillopsis e i suoi parenti fossero simili a Micropholis per un fenomeno di convergenza evolutiva, e vennero attribuiti a una famiglia di temnospondili a sé stante (Lapillopsidae). La famiglia Micropholidae fu poi inclusa all'interno degli Amphibamidae, ma un successivo studio di Rainer Schoch (2019) ha indicato che gli anfibamidi (con Micropholis e i suoi stretti parenti) erano un gruppo parafiletico; si rese quindi necessario re-istituire la famiglia. 
I microfolidi sono una famiglia di dissorofoidi, un gruppo di anfibi temnospondili che probabilmente comprendono anche i lissanfibi viventi e i loro possibili antenati (come Gerobatrachus e gli anfibamidi). Secondo Schoch, questa famiglia potrebbe essere più plesiomorfica rispetto agli anfibamidi propriamente detti e ai branchiosauridi. Oltre a Micropholis, a questa famiglia sono ascritti anche Tersomius, Pasawioops e probabilmente Rubeostratilia e Plemmyradytes; è possibile che il genere Eoscopus sia ancestrale a questa famiglia, dal momento che condivide con essa il paio di zanne vomerine (Schoch, 2019).